# 24 Horas de Le Mans 1971
Las 24 Horas de Le Mans de 1971 fueron la 39ª edición del Gran Premio de Resistencia, y se llevaron a cabo los días 12 y 13 de junio de 1971. Fue la novena prueba del Campeonato Internacional de Marcas de 1971.
Este año sería el canto del cisne de los potentes motores de 5 litros; la nueva normativa limitaría la cilindrada a 3 litros para los Coches Deportivos del Grupo 5. La carrera coincidió con una combinación perfecta de los coches de competición más rápidos y potentes vistos hasta entonces en Le Mans, una pista larga y veloz, y un clima excelente durante toda la prueba. El resultado fue la carrera más rápida en la historia del evento, estableciendo un récord que se mantendría durante casi 40 años.
Aunque hubo pocos accidentes este año, muchos coches sufrieron retrasos o se vieron obligados a retirarse debido a problemas mecánicos, y solo doce vehículos fueron clasificados al finalizar. Los ganadores, a una velocidad récord, fueron Gijs van Lennep y Helmut Marko con su Porsche 917 del Team Martini.

## Regulaciones
Con la inminente prohibición de motores de más de 3 litros para la temporada de 1972, la FIA mantuvo sus regulaciones existentes. De manera similar, el Automobile Club de l'Ouest (ACO) implementó muy pocos cambios. El experimento del año anterior con una salida en parrilla escalonada fue descartado en favor de una salida lanzada 2 por 2 detrás de un coche de seguridad, un método que sigue siendo la tradición hasta el día de hoy. Este cambio permitió la instalación de una barrera de seguridad Armco entre los boxes y la recta principal, lo que mejoró significativamente la seguridad de los equipos de boxes. A los pilotos también se les permitió permanecer en sus coches durante el repostaje.
Durante la semana de la carrera, se dieron a conocer planes para una extensa reconfiguración del circuito, con el objetivo de hacerlo autónomo. Esto incluía una nueva recta de Mulsanne paralela a la vía pública y una nueva serie de curvas para evitar la peligrosa curva de Maison Blanche, escenario de numerosos accidentes importantes a lo largo de los años.
A pesar de la inmensa preparación y el trabajo requerido, el primer premio por la victoria absoluta este año fue de 13 000 dólares estadounidenses, apenas el costo de un motor de competición de primer nivel. Sin embargo, la magnitud de la carrera continuó atrayendo a competidores de alto nivel. Finalmente, después de 14 años, se levantó la prohibición para las pilotos femeninas. El ACO aceptó a la destacada piloto de rally francesa Marie-Claude Beaumont en la inscripción del Greder Corvette, convirtiéndola en la primera mujer piloto en Le Mans desde 1951.

## Participantes

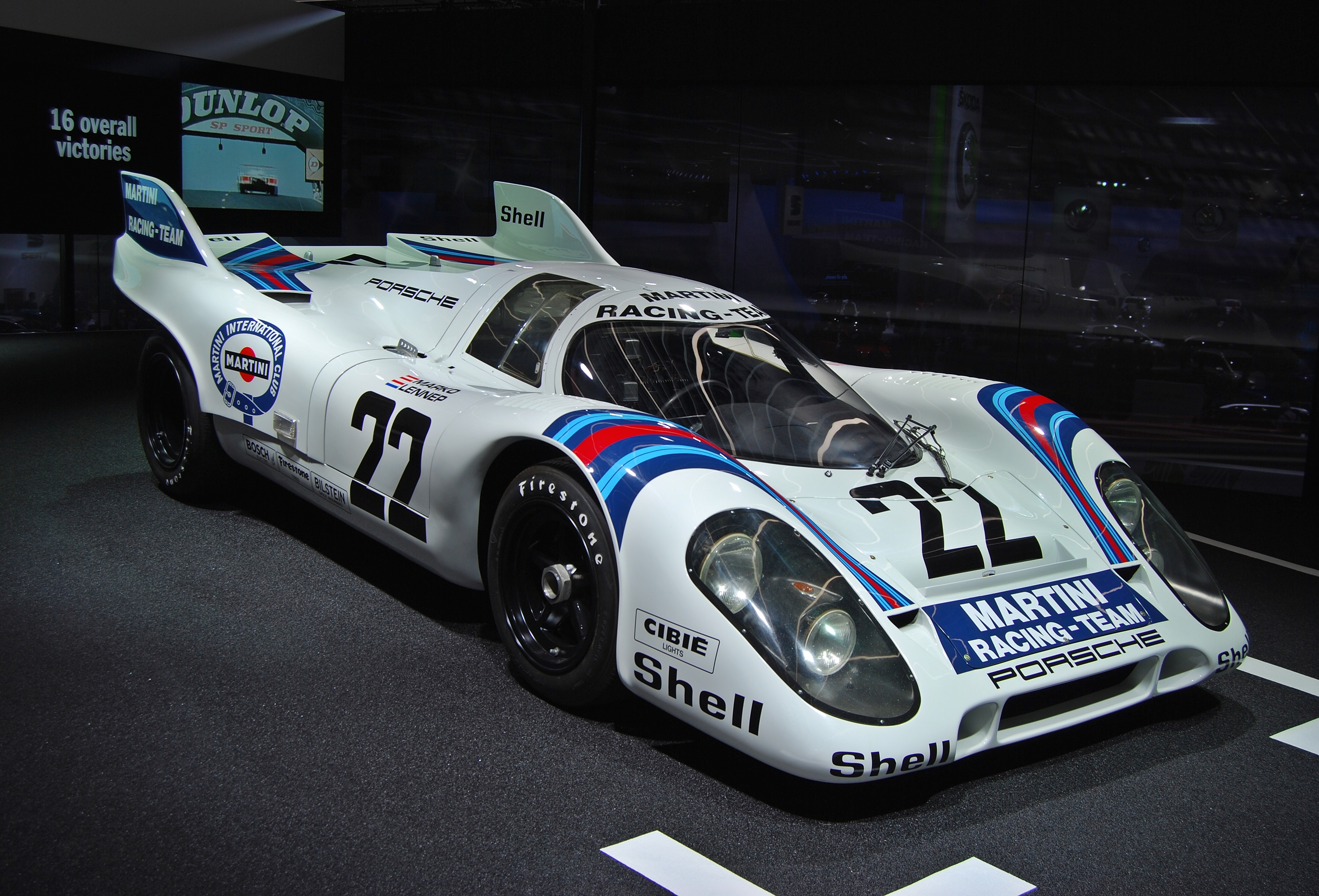
El Porsche 917K ganador de la carrera de Helmut Marko y Gijs van Lennep

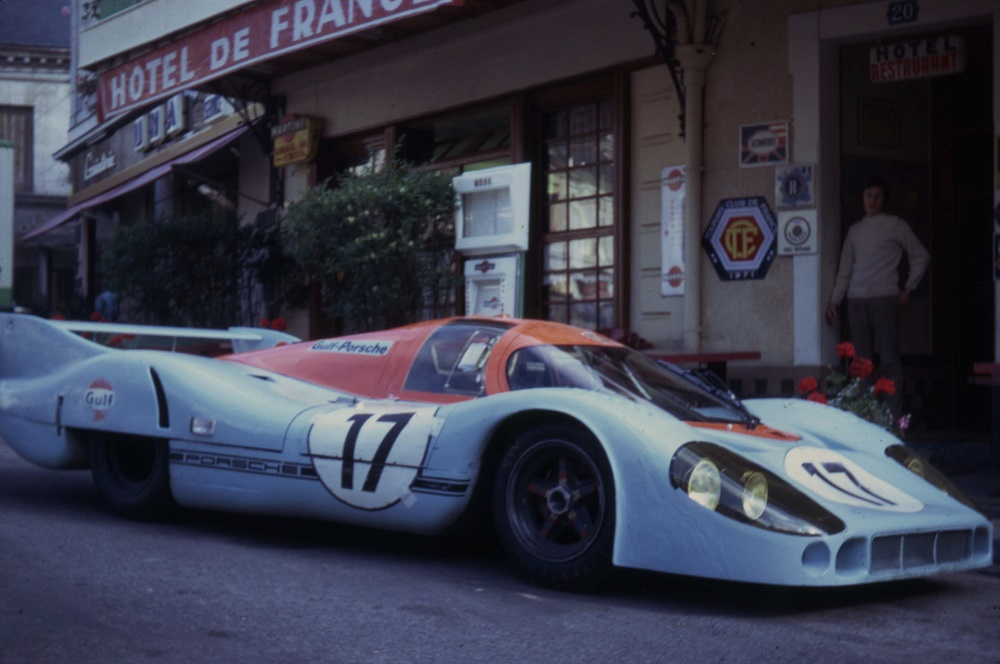
Le Mans Porsche 917LH de 1971 conducido por Derek Bell y Jo Siffert estacionado afuera del Hotel de France

El ACO recibió 80 inscripciones para la carrera, de las cuales se redujo el número a 63 para la clasificación, aunque solo 53 vehículos participaron en las prácticas. Se destacó la escasa presencia de equipos oficiales de fabricantes. Dada la supremacía de los grandes Sport Prototipos en circuitos rápidos como Le Mans, se inscribieron pocos prototipos. Ferrari y Alfa Romeo retiraron sus equipos oficiales para concentrarse en los modelos del año siguiente. No obstante, una numerosa flota de Porsche 911 privados acudió para llenar el vacío, convirtiendo a la categoría GT en el grupo con mayor respaldo.
| Categoría               | Prototipo Grupo 6 | Deportivos Grupo 5 | GT Grupos 3+4    | Total de participantes |
| ----------------------- | ----------------- | ------------------ | ---------------- | ---------------------- |
| Motores grandes > 2.0L  | 6 (+1 reserva)    | 16 (+2 reservas)   | 16 (+5 reservas) | 38 (+8 reservas)       |
| Motores medianos < 2.0L | 2                 | 0                  | 4 (+1 reserva)   | 6 (+1 reserva)         |
| Total de automóviles    | 8 (+1 reserva)    | 16 (+2 reservas)   | 20 (+6 reservas) | 44 (+9 reservas)       |

Durante el invierno, se realizaron importantes desarrollos en el Porsche 917L (langheck o "cola larga"). Con la colaboración del laboratorio aerodinámico francés SERA, se perfeccionó el chasis. El uso de neumáticos traseros de 17" mejoró la maniobrabilidad, acercándose a la del modelo K (kurzheck o "cola corta"), lo cual fue bien recibido por los pilotos. Porsche también proporcionó un motor de 5.0 litros (vs. 4.9L) con cilindros de aleación de níquel-silicio desarrollados por NSU, que mejoraban el consumo de aceite y reducían el desgaste. La potencia alcanzó los 620 CV. Aunque se diseñó una nueva caja de cambios de 4 velocidades, todos los equipos optaron por seguir utilizando la versión de 5 velocidades, por lo que los nuevos motores tampoco se utilizaron.
Con cuatro victorias en el Campeonato de 1971, el equipo JW Automotive partía como favorito. Contaban con una potente alineación: Pedro Rodríguez/Jackie Oliver y Jo Siffert/Derek Bell en modelos langheck. El tercer coche del equipo, un 917K, lo conducían Richard Attwood (ganador en 1970) y Herbert Müller.
El equipo Martini Racing adquirió los vehículos y equipos del exitoso equipo Porsche Salzburg, gracias a Conte Gregorio Rossi di Montelera (de Martini & Rossi). Presentaron tres coches: un langheck para Vic Elford/Gérard Larrousse (ganadores en Sebring y Nürburgring); un chasis de aleación de magnesio tipo kurzheck para Gijs van Lennep/Helmut Marko (el JWA no tuvo acceso a estas versiones experimentales); y una versión experimental llamada 917/20, concebida como banco de pruebas para tecnologías Can-Am y conceptos aerodinámicos de baja resistencia. Más corto y más ancho que el 917K, fue diseñado por Robert Choulet y probado en el túnel de viento de SERA. Apodado "el Cerdo", fue pilotado por Reinhold Joest/Willi Kauhsen. En tono humorístico, Martini pintó el coche de rosa con nombres de cortes de carne escritos sobre la carrocería.
Tras la carrera de 1970, Ferrari mejoró su modelo 512, ensanchándolo en 100 mm, con un chasis aerodinámico más ligero y un motor V12 actualizado que alcanzaba los 580 CV. La nueva versión, 512M (modificato), debutó al final de la temporada 1970 con una victoria de Ickx/Giunti. Aunque las mejoras se ofrecieron a equipos clientes, Ferrari abandonó el esfuerzo oficial para centrarse en el desarrollo del nuevo 312PB para 1972.
Los equipos clientes plantaron cara a Porsche. North American Racing Team (NART) inscribió tres coches. El equipo Penske, exitoso en las rondas americanas, participó a través de una entrada NART con chasis de Holman & Moody y motor preparado por Traco (614 CV). Se implementaron modificaciones rápidas para ruedas, frenos y repostaje, y el coche azul patrocinado por Sunoco fue pilotado por Mark Donohue/David Hobbs. El NART 512M regular también llevaba motor Traco y fue conducido por Sam Posey/Tony Adamowicz. Un modelo spyder fue destinado a Masten Gregory/George Eaton.
La Scuderia Filipinetti también inscribió un Ferrari muy modificado. Conocido como el "512F", fue diseñado por el exingeniero y piloto de carreras de Ferrari, Mike Parkes. Tenía un alerón trasero más grande y utilizaba el parabrisas del Porsche 917, 120 mm más estrecho, lo que permitía una mejor ubicación de los refrigeradores de agua y aceite. Dado que su copiloto habitual, Jo Bonnier, no estaba disponible por motivos personales, Henri Pescarolo fue contratado como su copiloto. José Juncadella, de la Escudería Montjuich, había contratado a Nino Vaccarella, ganador de 1964. Ecurie Francorchamps, Georg Loos y Corrado Manfredini también regresaron con sus coches modificados. El coche de David Piper fue utilizado por el corsario estadounidense David Weir, quien había comprado el coche de repuesto a la productora cinematográfica Solar Productions de Steve McQueen.
Tras la carrera de 1970, Chrysler finalizó la adquisición de Simca y nació Chrysler Europa. El equipo Matra pasó a llamarse Matra-Simca y presentó solo un coche: el 660 para Chris Amon y Jean-Pierre Beltoise. Este último había recuperado su licencia tras el accidente en Buenos Aires donde falleció Ignazio Giunti. Se mejoró el motor para alcanzar los 420 CV.
Guy Ligier, mientras esperaba la homologación de su coche GT, presentó un modelo especial: el JS3, con motor Ford-Cosworth DFV de F1 limitado a 8800 rpm (400 CV). Tras quedar segundo en el test previo, fue conducido por Claude LeGuezec y Patrick Depailler. Frente a los prototipos franceses, competían Porsche 908 privados, incluido el coche de Sonauto que ganó la carrera de tres horas del test. Su motor bóxer de 3 litros solo generaba 350 CV.
Las clases menores de menos de 2 litros en los Grupos 5 y 6 tuvieron poca participación. El equipo Huron no logró suministrar sus nuevos coches, por lo que Guy Edwards compitió con un Lola T212. Sin presencia de Chevrons, el único rival fue un Porsche 907 del equipo André Wicky.
En la categoría GT, el trofeo se dividió en clases por encima y por debajo de 2 litros. En la clase superior, dos Corvettes francesas enfrentaban a una legión de Porsche 911 privados. Henri Greder y Ecurie Léopard llevaron sus Chevrolet Corvettes, siendo los coches más grandes inscritos. Greder generó atención al nominar como copilota a Marie-Claude Beaumont, rompiendo una larga prohibición de mujeres tras la muerte de Annie Bousquet en 1956. Troy Promotions planeaba participar con dos coches preparados por Yenko, pero se retiraron.
El Ferrari 365 GTB/4 "Daytona", al no cumplir con la producción requerida para GT, compitió en Grupo 5. Este coche, básicamente de calle, contaba con motor V12 de 4.4 litros (350 CV) enfrentándose a los Porsche 917 y Ferrari 512. NART inscribió un coche para Bob Grossman y Luigi Chinetti Jr, hijo del dueño del equipo, Luigi Chinetti.
Porsche presentó una nueva versión de motor de 2.4 litros junto a las de 2.25 y 2.2L. Generaba 245 CV y alcanzaba unos 255 km/h en la recta de Mulsanne. Ocho Porsches actualizados participaron, incluyendo a Masten Gregory (como jefe de equipo), Kremer Racing y el primer ejemplo de coche con tres pilotos: Kremer, Nic Koob y Günther Huber.[ En la clase reducida sub-2 litros, Écurie Léopard compitió con un Alpine A110 de 1.6 litros.
Porsche estableció un récord al contar con 33 coches en la parrilla de 49 – tendencia que se mantendría durante las décadas de los 70 y 80.

## Práctica
El fin de semana de pruebas en abril demostró que los avances en el chasis del Porsche 917 lo habían hecho aún más rápido. Jackie Oliver se convirtió en el primer piloto en registrar una vuelta a 250 km/h, con un tiempo impresionante de 3:13.6, equivalente a 250.5 km/h. En junio, Pedro Rodríguez confirmó esa evolución marcando un 3:13.9 en el Porsche de JWA, logrando la pole. Vic Elford reforzó ese dominio al quedar segundo, cinco segundos más rápido que el año anterior con el mismo coche.
El tercer puesto fue para el segundo coche del equipo Wyer, a casi cuatro segundos de su compañero. Jo Siffert vivió un momento crítico en las prácticas al acercarse a Maison Blanche a unos 290 km/h. Bill Tuckett, en el Porsche del equipo Paul Watson, no lo vio venir y tomó la trayectoria habitual. Siffert tuvo que esquivar, lo que provocó varios trompos; sorprendentemente, solo rozó levemente las barreras junto a la pista. Regresó a boxes, visiblemente afectado y furioso, y se dirigió a protestar ante los comisarios.
Tras una sesión de prácticas complicada, Mark Donohue del equipo Penske fue el más rápido entre los Ferrari, ubicándose cuarto, justo delante del segundo Porsche Martini y de Vaccarella en el Ferrari español. El especial "Pink Pig" Martini 917/20 logró un sólido séptimo puesto con un tiempo de 3:21.1. Después de que el equipo Filipinetti 512F rompiera su motor el jueves, lograron pedir prestado uno al equipo Penske, con el cual se clasificaron en octavo lugar. Igualmente, el Ferrari de Piper tuvo problemas: el embrague falló el miércoles y el jueves el coche saltaba las marchas. En una ocasión, Chris Craft se aproximaba a Maison Blanche a 280 km/h cuando el coche pasó inesperadamente a punto muerto. A pesar de todo, logró el noveno puesto en la parrilla. El prototipo de 3 litros más rápido fue el Matra, en la posición 16 (3:31.9), superando al Ligier que se ubicó 17º (3:39.8). En la categoría GT, el Corvette del equipo Léopard fue el más rápido, en el puesto 26 (4:09.5).
Otro incidente importante en las prácticas ocurrió cuando el Porsche 908 de André Wicky perdió la suspensión trasera y recorrió más de medio kilómetro arrastrando la cola a 290 km/h por la recta de Mulsanne. Aunque Wicky no resultó herido, el coche se detuvo tras una elevación ciega justo cuando otro 917 venía a toda velocidad. El coche encontró a un comisario barriendo escombros en plena pista, resaltando el peligro de detectar banderas amarillas a 321,87 kilómetros por hora.
El reglamento establecía que todos los coches debían clasificarse dentro del 140% del tiempo del poleman, lo que puso en aprietos a los GT más pequeños, especialmente con los Porsche 917 batiendo récords. Entre los no clasificados estuvieron tres Porsche 911 y el pequeño Alpine. Esto generó una gran diferencia de velocidad, que varios pilotos consideraron peligrosa. Una vez recuperado de su accidentado momento en las prácticas, Jo Siffert comentó...

«Nunca he visto algo tan peligroso como esta profusión de coches lentos. Le Mans puede ser la carrera más grande del mundo, pero a pesar de su título glorioso, deben darse cuenta de que algo no está bien. En toda una vida, solo tienes un momento así, y te escapas con vida una sola vez».

## Carrera

### Inicio de la carrera
A pesar del clima tormentoso durante la semana, las sesiones de práctica fueron secas y el día de la carrera amaneció soleado. El encargado de dar la salida fue el actor Steve McQueen, coincidiendo con el estreno de su película Le Mans, filmada con imágenes de la edición de 1970. El Ferrari de Piper y el Ferrari spyder de NART quedaron en boxes por problemas en el sistema de combustible. El coche de Piper logró arrancar y se unió al final del pelotón, pero volvió a detenerse a las 17:00 por una falla en la bomba de combustible. Peor fue para el NART spyder, que entró a boxes tras la vuelta de formación y no salió hasta media hora después. Solo completó siete vueltas antes de retirarse a las 19:40 por fallo de embrague.
Por primera vez, y desde entonces, la carrera comenzó con salida lanzada. Al final de la primera vuelta, Rodríguez lideraba seguido por Larrousse, Siffert y los Ferrari de Vaccarella y Donohue. Ya en la segunda vuelta, Rodríguez comenzaba a doblar rezagados. Tras una hora, los dos coches de Wyer (Rodríguez y Siffert) rodaban juntos con 17 vueltas completadas. Larrousse estaba diez segundos detrás, seguido por los Ferrari de Donohue, Vaccarella y Parkes. Luego venían los Porsche de Attwood, Marko y Kauhsen, únicos aún en la vuelta del líder. El Porsche 910 de Poirot chocó contra un banco de arena en Arnage y, aunque volvió a boxes con tres ruedas, quedó fuera de carrera.

### Desarrollo nocturno
Después de tres horas, Rodríguez (52 vueltas) lideraba seguido por Elford, Donohue, Siffert y Marko, todos en la misma vuelta (aunque Siffert y Marko habían sido retrasados por piezas sueltas del motor). El Ferrari español de Vaccarella era sexto, seguido por los Porsche de Müller y Kauhsen. Donohue ascendió a segundo lugar, pero su coche sufrió una avería terminal en el motor hacia las 20:15. El Lola lideraba los prototipos (42 vueltas) y el Corvette Léopard, en el puesto 22 (41 vueltas), encabezaba los GT.
Poco después, el ventilador de refrigeración del Porsche de Elford se desprendió, sobrecalentando el motor. Esto dejó a los Porsche de JWA en las tres primeras posiciones tras seis horas. El Ferrari Montjuich era cuarto, seguido por el Martini 917/20 "Pink Pig", el Matra y el Porsche de Marko. Luego venían los Ferrari belga y de Piper, y el Ligier cerraba el top-10. El Corvette Léopard (17º) competía con el Ferrari Daytona (18º) por el honor GT. El Ferrari NART de Posey tenía múltiples problemas: se quedó sin gasolina dos veces, agotó la batería y sufría baja presión de aceite.

### Incidentes nocturnos
Durante la noche, los tres coches de Wyer sufrieron retrasos importantes. Antes de las 22:00, el coche de Siffert/Bell perdió más de una hora al reemplazar la parte trasera, cayendo al puesto 13. A las 3:00, Oliver entró con el mismo problema y perdió 30 minutos en reparaciones, bajando al cuarto lugar. Mientras tanto, el coche de Attwood/Müller necesitó un cambio de caja de cambios de media hora.
El "Pink Pig" había subido al tercer lugar, pero su ventilador también comenzó a soltarse. Tras recuperar posiciones, Joest perdió los frenos en Arnage, se salió por la vía de escape y se retiró tras chocar en la madrugada. El Ferrari Filipinetti, que había sido quinto, se retrasó por problemas con la bomba de combustible. Parkes chocó en Maison Blanche a la 1:00, y aunque se reparó el coche, Pescarolo lo retiró a las 3:00 por falta de presión de aceite.
El Ferrari Montjuich lideró durante una hora hasta romper la caja de cambios justo en la mitad de carrera. El Porsche Martini de Marko/van Lennep tomó la delantera con cinco vueltas de ventaja sobre el Matra de Beltoise/Amon, lo que entusiasmó al público local. Guy Chasseuil, octavo, chocó el Porsche Sonauto en Maison Blanche; el coche se incendió pero el piloto salió ileso A las 5:00, Rodríguez fue rociado con aceite caliente en la curva Indianapolis. Llegó a boxes, pero el motor estaba destruido.
Sorprendentemente, a la 1:00 ya nueve de los dieciocho Porsche 911 estaban fuera de carrera, a pesar de su reputación de fiabilidad.

### Amanecer y desenlace
A las 6:20, el Matra entró a boxes por fallos de encendido. Tras cambiar bujías y el medidor de combustible, el Porsche de Attwood/Müller recuperó el segundo lugar. El Ferrari de Piper había escalado posiciones y llegó a tercero a las 9:00, pero perdió otro embrague. A las 9:40, Amon se detuvo al final de la recta Mulsanne por falta de combustible debido a un fallo en el medidor.  Poco después, el Porsche de Siffert/Bell se retiró desde el sexto lugar por una grieta en el cárter. Esto permitió al Ferrari NART de Posey/Adamowicz subir al tercer lugar y al Ligier al quinto, aunque este último perdió tres horas por una caja de cambios bloqueada que fue reparada con piezas Hewland proporcionadas por JW Automotive.

### Final y análisis posterior
La clasificación se mantuvo estable durante la tarde y la carrera terminó sin incidentes. Marko y van Lennep ganaron por tres vueltas sobre Attwood y Müller, quienes habían moderado su ritmo. Ambos Porsche fueron los primeros coches en superar los 5000 km en Le Mans, equivalente a cruzar el Atlántico desde Le Mans hasta Maine en 24 horas. Este récord de distancia se mantuvo durante 39 años hasta que Audi lo superó en 2010. Casi ningún coche tuvo una carrera libre de problemas, con múltiples reconstrucciones de motor, caja de cambios y suspensión que mantuvieron a los equipos de boxes ocupados.
Solo dos marcas lograron clasificar. El Ferrari NART fue tercero, a 29 vueltas (386 km) del líder. El Ferrari Piper de Weir/Craft terminó cuarto, con solo segunda y quinta marcha operativas. El Ferrari Daytona de NART fue quinto y ganó el Índice de Eficiencia Térmica.
La mitad de los doce coches clasificados fueron Porsche 911, todos con retrasos mecánicos. El ganador de la categoría GT fue el Porsche ASA Cachia de 2.4 litros de Couroul/Anselme, que terminó sexto tras superar al Porsche 907 de André Wicky por apenas 40 metros. Este último fue el único prototipo clasificado. Décimo fue el Porsche preparado por Kremer, retrasado por una hora en la mañana para cambiar la caja de cambios. El último clasificado fue el coche de Vestey/Bond, gestionado por Adrian Hamilton y Stuart Rolt, hijos de los ganadores de 1953.
El equipo JWA tuvo un trágico cierre de temporada. Menos de un mes después, Pedro Rodríguez murió en una carrera no puntuable en Norisring. En octubre, Jo Siffert falleció en Brands Hatch cuando su BRM se incendió tras un accidente. En 2018, con motivo del 70º aniversario de Porsche, el equipo europeo GT revivió el diseño "Pink Pig" en una de sus inscripciones.
Esta edición marcó el fin de una era. En 1972, las regulaciones de la FIA limitaron los motores del Grupo 5 a 3 litros y se eliminó el Grupo 6. Fue la última vez que se otorgó el premio al Índice de Rendimiento. También fue la última carrera en un trazado que había permanecido casi sin cambios durante 39 años, antes de que se inaugurara una nueva sección que evitaba la peligrosa curva Maison Blanche.

## Resultados oficiales

### Clasificados finales
Resultados tomados del libro de Quentin Spurring, autorizado oficialmente por el ACO. Los ganadores de la clase están en texto negrita.
| Pos   | Clase   | No.          | Equipo                                               | Pilotos                                       | Chasis            | Motor                     | Neumáticos | Vueltas |
| ----- | ------- | ------------ | ---------------------------------------------------- | --------------------------------------------- | ----------------- | ------------------------- | ---------- | ------- |
| 1     | S 5.0   | 22           | Martini International Racing Team                    | Gijs van Lennep Helmut Marko                  | Porsche 917K      | Porsche 4.9L F12          | F          | 397     |
| 2     | S 5.0   | 19           | JW Automotive Engineering                            | Richard Attwood Herbert Müller                | Porsche 917K      | Porsche 4.9L F12          | F          | 395     |
| 3     | S 5.0   | 12           | North American Racing Team                           | Sam Posey Tony Adamowicz                      | Ferrari 512M      | Ferrari 5.0L V12          | G          | 366     |
| 4     | S 5.0   | 16           | David Piper Autorace D. Weir (participante privado)  | David Weir Chris Craft                        | Ferrari 512M      | Ferrari 5.0L V12          | G          | 355     |
| 5     | S 5.0   | 58 (reserva) | North American Racing Team                           | Bob Grossman Luigi Chinetti Jr.               | Ferrari 365 GTB/4 | Ferrari 4.4L V12          | G          | 314     |
| 6     | GT +2.0 | 63 (reserva) | ASA Cachia Bundi                                     | Raymond Touroul André Anselme                 | Porsche 911S      | Porsche 2.4L F6           | M          | 306     |
| 7     | P 2.0   | 49           | Wicky Racing Team                                    | Walter Brun Peter Mattli                      | Porsche 907       | Porsche 1958cc F6         | F          | 306     |
| 8     | GT +2.0 | 38           | R. Mazzia (participante privado)                     | René Mazzia Jürgen Barth                      | Porsche 911E      | Porsche 2.4L F6           | M          | 303     |
| 9     | GT +2.0 | 42           | J. Mésange (participante privado)                    | Jean Mésange "Gédéhem" (Gérard Darton-Merlin) | Porsche 911S      | Porsche 2.2L F6           | D          | 298     |
| 10    | GT +2.0 | 26           | N. Koob (participante privado) Porsche-Kremer Racing | Nicolas Koob Erwin Kremer Günther Huber       | Porsche 911S      | Porsche 2.4L F6           | D          | 292     |
| 11    | GT +2.0 | 39           | A.G.A.C.I.                                           | Guy Verrier Gérard Foucault                   | Porsche 911S      | Porsche 2.2L F6           | D          | 290     |
| 12    | GT +2.0 | 44           | Paul Watson Race Organisation                        | Paul Vestey Richard Bond                      | Porsche 911S      | Porsche 2.2L F6           | D          | 286     |
| N/C * | P 3.0   | 24           | Automobiles Ligier                                   | Guy Ligier Patrick Depailler                  | Ligier JS3        | Ford-Cosworth DFV 3.0L V8 | G o M      | 270     |
| N/C * | GT +2.0 | 36           | Écurie Jean Sage (participante privado)              | Björn Waldegård Bernard Chenevière            | Porsche 911S      | Porsche 2.4L F6           | D          | 263     |

- 'Nota *: No clasificado porque no se recorrió suficiente distancia.

### No terminó
| Pos      | Clase   | No           | Equipo                                       | Pilotos                                    | Chasis                | Motor                       | Neumático | Vueltas | Razón                             |
| -------- | ------- | ------------ | -------------------------------------------- | ------------------------------------------ | --------------------- | --------------------------- | --------- | ------- | --------------------------------- |
| DNF      | P 3.0   | 32           | Equipe Matra                                 | Chris Amon Jean-Pierre Beltoise            | Matra-Simca MS660     | Matra 3.0L V12              | G         | 263     | Sistema de combustible (18 horas) |
| DNF      | S 5.0   | 17           | JW Automotive Engineering                    | Jo Siffert Derek Bell                      | Porsche 917LH         | Porsche 4.9L F12            | F         | 240     | Transmisión (18 horas)            |
| DNF      | P 3.0   | 29           | Wicky Racing Team                            | André Wicky Max Cohen-Olivar               | Porsche 908/2         | Porsche 3.0L F8             | F         | 236     | Transmisión (20 horas)            |
| DNF      | S 5.0   | 9            | Ecurie Francorchamps                         | Baron Hughes de Fierlandt Alain de Cadenet | Ferrari 512M          | Ferrari 5.0L V12            | F         | 235     | Transmisión (18 horas)            |
| DNF      | S 5.0   | 57 (reserva) | Zitro Racing Team (participante privado)     | Dominique Martin Gérard Pillon             | Porsche 917K          | Porsche 4.5L F12            | G         | 228     | Transmisión (22 horas)            |
| DNF      | S 5.0   | 6            | Scuderia Filipinetti Scuderia Picchio Rosso  | Corrado Manfredini Giancarlo Gagliardi     | Ferrari 512M          | Ferrari 5.0L V12            | G         | 197     | Transmisión (17 horas)            |
| DNF      | GT +2.0 | 35           | P. Greub (participante privado)              | Pierre Greub Sylvain Garant                | Porsche 911S          | Porsche 2.4L F6             | D         | 196     | Motor (21 horas)                  |
| DNF      | P 3.0   | 30           | L. Cosson (participante privado)             | Louis Cosson Helmut Leuze                  | Porsche 908/2         | Porsche 3.0L F8             | D         | 192     | Tubo de aceite (16 horas)         |
| DNF      | GT +2.0 | 1            | Écurie Léopard                               | Jean-Claude Aubriet Jean-Pierre Rouget     | Chevrolet Corvette C3 | Chevrolet 7.0L V8           | G         | 189     | Transmisión (16 horas)            |
| DNF      | S 5.0   | 18           | JW Automotive Engineering                    | Pedro Rodriguez Jackie Oliver              | Porsche 917LH         | Porsche 4.9L F12            | F         | 187     | Tubo de aceite (14 horas)         |
| DNF      | S 5.0   | 15           | Escuderia Montjuïch                          | José Juncadella Nino Vaccarella            | Ferrari 512M          | Ferrari 5.0L V12            | F         | 186     | Transmisión (14 horas)            |
| DNF      | GT 2.0  | 47           | Wicky Racing Team                            | Jean-Jacques Cochet Jean Selz              | Porsche 911S          | Porsche 1991cc F6           | D         | 183     | Transmisión (17 horas)            |
| DNF      | S 5.0   | 23           | Martini International Racing Team            | Reinhold Joest Willi Kauhsen               | Porsche 917/20        | Porsche 4.9L F12            | F         | 180     | Accidente (12 horas)              |
| DNF      | P 3.0   | 28           | Établissement Sonauto Auguste Veuillet       | Claude Ballot-Léna Guy Chasseuil           | Porsche 908/2         | Porsche 3.0L F8             | D         | 169     | Accidente (14 horas)              |
| DNF      | GT 2.0  | 69 (reserva) | Autohaus Max Moritz GmbH                     | Gerd Quist Dietrich Krumm                  | Porsche 914/6 GT      | Porsche 1991cc F6           | G         | 160     | Transmisión (15 horas)            |
| DNF      | GT +2.0 | 2            | Greder Racing                                | Henri Greder Marie-Claude Beaumont         | Chevrolet Corvette C3 | Chevrolet 7.0L V8           | G         | 141     | Motor (14 horas)                  |
| DNF      | S 5.0   | 7            | Scuderia Filipinetti                         | Mike Parkes Henri Pescarolo                | Ferrari 512F          | Ferrari 5.0L V12            | G         | 120     | Motor (13 horas)                  |
| DNF      | GT +2.0 | 65 (reserva) | J. Dechaumel (participante privado)          | Jacques Dechaumel Jean-Claude Parot        | Porsche 911S          | Porsche 2.2L F6             | D         | 105     | Suspensión trasera (13 horas)     |
| DNF      | GT +2.0 | 37           | P. Mauroy (participante privado)             | Pierre Mauroy Jean-Claude Lagniez          | Porsche 911S          | Porsche 2.4L F6             | D         | 78      | Transmisión (8 horas)             |
| DNF      | S 5.0   | 21           | Martini International Racing Team            | Vic Elford Gérard Larrousse                | Porsche 917LH         | Porsche 4.9L F12            | F         | 74      | Motor (9 horas)                   |
| DNF      | GT +2.0 | 41           | J.-P. Gaban (participante privado)           | Jean-Pierre Gaban Willy Braillard          | Porsche 911S          | Porsche 2.2L F6             | D         | 68      | Motor (8 horas)                   |
| DNF      | S 5.0   | 10           | Gelo Racing Team                             | Georg Loos Franz Pesch                     | Ferrari 512M          | Ferrari 5.0L V12            | F         | 63      | Motor (6 horas)                   |
| DNF      | GT 2.0  | 46           | Ecurie Porsche Club Romand                   | Paul Keller Jean Sage                      | Porsche 914/6 GT      | Porsche 1991cc F6           | F         | 61      | Motor (9 horas)                   |
| DNF      | GT +2.0 | 33           | Rey Racing                                   | Jacques Rey Jean-Pierre Cassegrain         | Porsche 911S          | Porsche 2.5L F6             | D         | 58      | Motor (9 horas)                   |
| DNF      | S 5.0   | 11           | North American Racing Team Penske Racing     | Mark Donohue David Hobbs                   | Ferrari 512M          | Ferrari 5.0L V12            | G         | 58      | Motor (6 horas)                   |
| DNF      | P 2.0   | 50           | Camel Filters Team Huron G. Edwards          | Guy Edwards Roger Enever                   | Lola T212             | Ford Cosworth FVC 1798cc S4 | D         | 55      | Motor (8 horas)                   |
| DNF      | GT +2.0 | 34           | Richie Ginther Racing (participante privado) | Alan Johnson Elliot Forbes-Robinson        | Porsche 911S          | Porsche 2.4L F6             | G         | 50      | Motor (8 horas)                   |
| DNF      | GT +2.0 | 40           | J. Egreteaud (participante privado)          | Jean Egreteaud Jean-Marie Jacquemin        | Porsche 911S          | Porsche 2.2L F6             | D         | 41      | Motor (8 horas)                   |
| DNF      | GT +2.0 | 66 (reserva) | Rey Racing                                   | Jean-Claude Guérie Claude Mathurin         | Porsche 911S          | Porsche 2.2L F6             | M         | 34      | Electricidad (5 horas)            |
| DNF      | GT +2.0 | 48           | J.-P. Hanrioud (participante privado)        | Jean-Pierre Hanrioud Mario Ilotte          | Porsche 911S          | Porsche 2.2L F6             | P         | 27      | Motor (5 horas)                   |
| DNF      | GT +2.0 | 43           | F. Migault (participante privado)            | Jean-Pierre Bodin Gilbert Courthiade       | Porsche 911S          | Porsche 2.2L F6             | D         | 22      | Motor (4 horas)                   |
| DNF      | P 3.0   | 60 (reserva) | C. Haldi (participante privado)              | Claude Haldi Hans-Dieter Weigel            | Porsche 908/2         | Porsche 3.0L F8             | F         | 18      | Transmisión (6 horas)             |
| DNF      | S 5.0   | 5            | Racing Team VDS                              | Teddy Pilette Gustave Gosselin             | Lola T70 Mk. IIIB     | Chevrolet 5.0L V8           | G         | 14      | Motor (3 horas)                   |
| DNF      | P 3.0   | 27           | C. Poirot (participante privado)             | Christian Poirot Jean-Claude Andruet       | Porsche 910           | Porsche 3.0L F8             | D         | 12      | Accidente (3 horas)               |
| DNF      | S 5.0   | 14           | North American Racing Team                   | Masten Gregory George Eaton                | Ferrari 512S Spyder   | Ferrari 5.0L V12            | G         | 7       | Sistema de combustible (5 horas)  |
| Fuentes: |         |              |                                              |                                            |                       |                             |           |         |                                   |

### No comenzó
| Pos | Clase   | No           | Equipo                                         | Pilotos                               | Chasis                | Motor                       | Neumático | Razón                 |
| --- | ------- | ------------ | ---------------------------------------------- | ------------------------------------- | --------------------- | --------------------------- | --------- | --------------------- |
| DNQ | GT +2.0 | 45           | C. Laurent (participante privado)              | Claude Laurent Jacques Marché         | Porsche 911S          | Porsche 2.2L F6             | D         | No calificó           |
| DNQ | GT 2.0  | 52           | Écurie Léopard                                 | Jacques Bourdon Maurice Nussbaumer    | Alpine A110           | Renault 1596cc S4           | M         | No calificó           |
| DNQ | GT +2.0 | 64 (reserva) | Porsche-Kremer Racing                          | Claude Buchet Jean-Paul Agére         | Porsche 911S          | Porsche 2.4L F6             | D         | No calificó           |
| DNQ | GT +2.0 | 68 (reserva) | Paul Watson Race Organisation                  | John Chatham Mike Coombe              | Porsche 911S          | Porsche 2.2L F6             | D         | Accidente de práctica |
| DNA | GT +2.0 | 3            | Troy Promotions Inc                            | Don Yenko Tony DeLorenzo              | Chevrolet Corvette C3 | Chevrolet 7.0L V8           |           | No llegó              |
| DNA | GT +2.0 | 4            | Troy Promotions Inc                            | Dick Thompson John Mahler             | Chevrolet Corvette C3 | Chevrolet 7.0L V8           |           | No llegó              |
| DNA | S 5.0   | 5            | Scuderia Filipinetti                           | Jean-Pierre Jabouille Ronnie Peterson | Ferrari 512M          | Ferrari 5.0L V12            |           | No llegó              |
| DNA | S 5.0   | 19           | Escuderia Nacional C.S. (participante privado) | Alex Soler-Roig                       | Porsche 917K          | Porsche 4.5L F12            |           | No llegó              |
| DNA | P 2.0   | 54           | F. Migault (participante privado)              | François Migault                      | Huron 4A              | Ford Cosworth FVC 1798cc S4 |           | No llegó              |
| DNA | P 2.0   | 55           | Scuderia Filipinetti                           |                                       | Lola T212             | Ford Cosworth FVC 1798cc S4 |           | No llegó              |
| DNA | S 5.0   | 61 (reserva) | North American Racing Team                     | Jacky Ickx Clay Regazzoni             | Ferrari 512M          | Ferrari 5.0L V12            | G         | Reserva               |

### Clases ganadores
| Clase          | Prototipo Ganadores | Prototipo Ganadores | Clase       | Deportivos Ganadores | Deportivos Ganadores | Clase               | GT Ganadores      | GT Ganadores        |
| -------------- | ------------------- | ------------------- | ----------- | -------------------- | -------------------- | ------------------- | ----------------- | ------------------- |
| Prototype 3000 | no terminaron       | no terminaron       | Sports 5000 | #22 Porsche 917K     | van Lennep / Marko * | Grand Touring >2000 | #63 Porsche 911 S | Touroul / Anselme * |
| Prototype 2000 | #49 Porsche 907     | Brun / Mattli       | Sports 2000 | no hay participantes | no hay participantes | Grand Touring 2000  | no terminaron     | no terminaron       |

- Nota: estableciendo un nuevo récord de distancia de clase.

### Índice de eficiencia térmica
| Pos | Clase   | No           | Equipo                            | Pilotos                         | Chasis            | Puntos |
| --- | ------- | ------------ | --------------------------------- | ------------------------------- | ----------------- | ------ |
| 1   | S 5.0   | 58 (reserva) | North American Racing Team        | Bob Grossman Luigi Chinetti Jr. | Ferrari 365 GTB/4 | 1.12   |
| 2   | S 5.0   | 22           | Martini International Racing Team | Gijs van Lennep Helmut Marko    | Porsche 917K      | 1.08   |
| 3   | S 5.0   | 19           | JW Automotive Engineering         | Richard Attwood Herbert Müller  | Porsche 917K      | 1.01   |
| 4   | S 5.0   | 12           | North American Racing Team        | Sam Posey Tony Adamowicz        | Ferrari 512M      | 0.96   |
| 5=  | GT +2.0 | 38           | R. Mazzia (participante privado)  | René Mazzia Jürgen Barth        | Porsche 911E      | 0.91   |
| 5=  | GT +2.0 | 63 (reserva) | ASA Cachia Bundi                  | Raymond Touroul André Anselme   | Porsche 911S      | 0.91   |
| 7   | GT +2.0 | 42           | J. Mésange (participante privado) | Jean Mésange "Gédéhem"          | Porsche 911S      | 0.89   |
| 8   | P 2.0   | 49           | Wicky Racing Team                 | Walter Brun Peter Mattli        | Porsche 907       | 0.85   |
| 9   | GT +2.0 | 39           | A.G.A.C.I.                        | Guy Verrier Gérard Foucault     | Porsche 911S      | 0.83   |

### Índice de desempeño
Tomado del libro de Moity.
| Pos | Clase   | No           | Equipo                                               | Pilotos                                 | Chasis       | Puntos |
| --- | ------- | ------------ | ---------------------------------------------------- | --------------------------------------- | ------------ | ------ |
| 1   | S 5.0   | 22           | Martini International Racing Team                    | Gijs van Lennep Dr. Helmut Marko        | Porsche 917K | 1.302  |
| 2   | S 5.0   | 19           | JW Automotive Engineering                            | Richard Attwood Herbert Müller          | Porsche 917K | 1.296  |
| 3   | S 5.0   | 12           | North American Racing Team                           | Sam Posey Tony Adamowicz                | Ferrari 512M | 1.200  |
| 4   | GT +2.0 | 63 (reserva) | ASA Cachia Bundi                                     | Raymond Touroul André Anselme           | Porsche 911S | 1.192  |
| 5   | GT +2.0 | 38           | R. Mazzia (participante privado)                     | René Mazzia Jürgen Barth                | Porsche 911E | 1.182  |
| 6   | GT +2.0 | 42           | J. Mésange (participante privado)                    | Jean Mésange "Gédéhem"                  | Porsche 911S | 1.173  |
| 7   | S 5.0   | 16           | David Piper Autorace D. Weir (participante privado)  | David Weir Chris Craft                  | Ferrari 512M | 1.162  |
| 8   | GT +2.0 | 39           | A.G.A.C.I.                                           | Guy Verrier Gérard Foucault             | Porsche 911S | 1.142  |
| 9   | GT +2.0 | 26           | N. Koob (participante privado) Porsche-Kremer Racing | Nicolas Koob Erwin Kremer Günther Huber | Porsche 911S | 1.138  |
| 10  | GT +2.0 | 44           | Paul Watson Race Organisation                        | Paul Vestey Richard Bond                | Porsche 911S | 1.127  |

- Nota: Solo los diez primeros puestos se incluyen en esta clasificación. Una puntuación de 1.00 significa alcanzar la distancia mínima del coche, y una puntuación más alta significa superar la distancia objetivo nominal.

### Estadísticas
- Pole position – P. Rodríguez, #18 Porsche 917L – 3:13.9 s[42]

Tomado del libro de Quentin Spurring, con licencia oficial de la ACO
- Vuelta más rápida en los entrenamientos – J. Oliver, #18 Porsche 917L – 3:13.9seg; 250.07 km/h
- Vuelta más rápida – J. Oliver, #18 Porsche 917L – 3:18.4seg; 244.39 km/h
- Distancia ganadora – 5335.31 km
- Velocidad media del ganador – 222.29 km/h
- Asistencia –  ?

### Clasificación del Campeonato Internacional de Marcas
Calculado tras Le Mans, ronda 9 de 11
| Pos | Fabricante | Puntos   |
| --- | ---------- | -------- |
| 1   | Porsche    | 67 (70)* |
| 2   | Alfa Romeo | 39       |
| 3   | Ferrari    | 20       |
| 4   | Lola       | 5        |
| 5   | Chevrolet  | 3        |

- Nota: Solo los 8 mejores resultados de 11 contabilizaron para los puntos finales del Campeonato. El total de puntos obtenidos hasta la fecha se muestra entre paréntesis.

Citas
1. ↑  Laban 2001, p. 167
2. ↑  «Le Mans 24 Hours». 7 de julio de 2014.
3. 1 2  Spurring 2011, p. 56
4. 1 2 3 4 5 6 7 8  Clarke 1997, pp. 114–5: Autosport 17 June 1971
5. 1 2  Moity 1974, p. 129
6. 1 2  Clarke 1997, p. 111: Car & Driver Sep 1971
7. 1 2  Spurring 2011, p. 75
8. 1 2  Spurring 2011, p. 55
9. 1 2 3 4 5 6  Automobile Year 1971, p. 177
10. ↑  Clarke 1997, p. 106: Motor Jun 12 1971
11. 1 2 3 4 5  Spurring 2011, p. 58
12. ↑  «December 1998». 26 de septiembre de 2018.
13. 1 2  Spurring 2011, p. 60
14. ↑  Laban 2001, p. 168
15. 1 2  Spurring 2011, p. 63
16. 1 2 3 4 5  Spurring 2011, pp. 68–9
17. 1 2 3  Spurring 2011, p. 70
18. 1 2 3 4 5 6  Clarke 1997, pp. 116–7: Autosport 17 June 1971
19. 1 2 3  Spurring 2011, p. 71
20. 1 2 3 4 5  Spurring 2011, p. 72
21. 1 2  Spurring 2011, p. 66
22. 1 2  Spurring 2011, p. 74
23. ↑  Spurring 2011, p. 73
24. ↑  Clausager 1982, pp. 163–4
25. ↑  Spurring 2011, p. 67
26. 1 2 3  Spurring 2011, pp. 64–5
27. 1 2 3 4 5 6  Clarke 1997, pp. 118–9: Autosport 17 June 1971
28. 1 2 3 4 5 6 7 8 9 10 11 12  Clarke 1997, pp. 120–1: Autosport 17 June 1971
29. ↑  According to the Autosport article of the time, McQueen did not accept the invitation to be the starter: Autosport 17 June 1971, Clarke 1997, p. 120
30. 1 2 3  Automobile Year 1971, p. 181
31. 1 2 3  Clarke 1997, pp. 122–3: Autosport 17 June 1971
32. ↑  Laban 2001, p. 169
33. 1 2 3 4  Spurring 2011, p. 62
34. ↑  Clausager 1982, p. 22
35. ↑  Moity 1974, p. 134
36. ↑  Spurring 2011, p. 2
37. ↑  Spurring 2011, p. 78
38. ↑  «1971 Le Mans 24 Hrs». teamdan.com. Archivado desde el original el 5 de agosto de 2009. Consultado el 29 de mayo de 2018.
39. ↑  «Le Mans 24 Hours 1971 – Racing Sports Cars». racingsportscars.com. Consultado el 29 de mayo de 2018.
40. 1 2  Spurring 2011, p. 79
41. 1 2  Moity 1974, p. 186
42. ↑  Horsman, J. "Racing in the rain". David Bull Publishing 2006
43. ↑  «International Championship for Makes». World Sports Racing Prototypes.com. Consultado el 13 de junio de 2018.